# ワイルドバンチ (映画)
『ワイルドバンチ』（原題: The Wild Bunch） は、1969年製作のアメリカ合衆国の映画。サム・ペキンパー監督による西部劇。時代の波に取り残された無法者たちの滅びの美学を描いた作品であり、西部劇に引導を渡した「最後の西部劇」と呼ばれている。ペキンパーの最高傑作として高く評価されている。定義にもよるが「アメリカン・ニューシネマ」の一つとされる。

## 概要
プロデューサーとの衝突でハリウッドを干されていたサム・ペキンパーが、4年ぶりに監督として参加した作品である。ウォロン・グリーンとロイ・N・シックナーが考案した原案を、グリーンとペキンパーが映画の脚本に仕立て上げた。
ペキンパーは本作品でスローモーション撮影と当時のカラー映画最多の3600カットを駆使し、アクション映画における暴力描写に新境地を切り開いた。特に6台のマルチカメラを用いて11日間ぶっ通しで撮影されたというラストの壮絶な大銃撃戦は、「デス・バレエ」（死のバレエ）、「ボリスティック・バレティックス」（弾道バレエ）などと呼ばれ、後続の映画製作者たちに多大な影響を及ぼした。
第42回アカデミー賞で作曲賞と脚本賞にノミネートされたが、受賞には至らなかった。1998年にアメリカン・フィルム・インスティチュートが選んだ映画ベスト100中第80位、2007年に更新されたリストではベスト100中第79位にランクインした。1999年にはアメリカ国立フィルム登録簿に登録された。

## あらすじ
時は1913年、ところはテキサス州南部の町サン・ラファエル。すぐ南は国境を挟んでメキシコ。
パイク・ビショップ率いる強盗団の“ワイルドバンチ”は、騎兵隊を装い鉄道事務所の銀貨強奪を図る。しかし、牢獄からの釈放を条件に鉄道会社に雇われたかつての旧友ディーク・ソーントンに指揮された賞金稼ぎたちに待ち伏せされ、銀貨強奪には失敗し、パイクたちはメキシコへ逃走する。賞金稼ぎたちとの銃撃戦で生き残ったのは、パイクの他にダッチ・エングストローム、ライルとテクターのゴーチ兄弟、エンジェルの4人だけだった。仲間のサイクスと合流したパイクたちは、国境を越えてエンジェルの故郷の村に辿り着くが、村が政府軍のマパッチ将軍に脅かされていることを知る。さらにエンジェルは、恋人テレサがマパッチに連れて行かれたことを知って嘆く。
ソーントンと賞金稼ぎたちの執拗な追跡を受けて、逃げる場所のなくなったパイクたち一団は、マパッチ将軍のメキシコ政府軍が本拠地とするアグアベルデに逃げ込む。そこでエンジェルは、テレサがマパッチの膝の上に乗っているのを見て逆上し、彼女を射殺してしまう。エンジェルは暗殺を企てたとして政府軍に捕らえられるが、マパッチを狙ったのではないと分かりすぐに釈放される。エンジェルを引き取ったパイクは、1万ドルの報酬でアメリカの軍用列車から武器を奪うようマパッチから依頼される。
列車強盗を成功させ、約束通り武器を政府軍に引き渡そうとするパイクたち。マパッチ将軍の裏切りを予測していたパイクは、武器を小分けにすることで身の安全を図る。マパッチは渋々報酬を支払ったが、ダッチとエンジェルが交渉に向かった時に問題が起きる。マパッチを憎むエンジェルが武器の一部を反政府ゲリラに渡したことが政府軍に漏れていたのだ。それを知ったマパッチは、エンジェルを捕まえ残酷なリンチを始める。
仲間を見捨てることが出来なかったパイクは、エンジェルを助けるために4人で200人を越すメキシコ政府軍の砦に乗り込み、エンジェルを解放するように要求する。マパッチはエンジェルを解放すると見せかけて、パイクたちの目の前で殺害し、それを見たパイクはマパッチを射殺する。メキシコ政府軍は呆気にとられ呆然とするが、マパッチの相談役であるドイツ軍のモール参謀が拳銃を取り出そうとしたのをきっかけに銃撃戦が始まる。パイクたちは全員射殺されるが、同様にメキシコ政府軍を壊滅させた。
砦に到着した賞金稼ぎたちはパイクたちの死体と、メキシコ政府軍の死体から戦利品を手に入れるが、ソーントンはパイクの死にショックを受ける。賞金稼ぎたちと別れたソーントンは砦の城門で座り込んでいたが、そこにパイクたちと別れていたサイクスがメキシコ革命派のメンバーと共に現れる。サイクスはソーントンを仲間に誘い、ソーントンは誘いを受け入れて彼らと共に荒野へ去って行く。

## キャスト
| 役名                     | 俳優                     | 日本語吹替                                                        |
| 役名                     | 俳優                     | NET版                                                             |
| ------------------------ | ------------------------ | ----------------------------------------------------------------- |
| パイク・ビショップ       | ウィリアム・ホールデン   | 近藤洋介                                                          |
| ダッチ・エングストローム | アーネスト・ボーグナイン | 富田耕生                                                          |
| ディーク・ソーントン     | ロバート・ライアン       | 納谷悟朗                                                          |
| フレディ・サイクス       | エドモンド・オブライエン | 早野寿郎                                                          |
| ライル・ゴーチ           | ウォーレン・オーツ       | 羽佐間道夫                                                        |
| エンジェル               | ジェイミー・サンチェス   | 富山敬                                                            |
| テクター・ゴーチ         | ベン・ジョンソン         | 穂積隆信                                                          |
| マパッチ将軍             | エミリオ・フェルナンデス | 田中康郎                                                          |
| コファー                 | ストローザー・マーティン | 雨森雅司                                                          |
| T・C                     | L・Q・ジョーンズ         | 仲木隆司                                                          |
| パット・ハリガン         | アルバート・デッカー     | 今西正男                                                          |
| クレージー・リー         | ボー・ホプキンス         | 野島昭生                                                          |
| 不明 その他              |                          | 寄山弘 若本紀昭 清川元夢 徳丸完 上田敏也 渡部猛 立壁和也 小林清志 |
| 日本語版スタッフ         |                          |                                                                   |
| 演出                     |                          |                                                                   |
| 翻訳                     |                          |                                                                   |
| 効果                     |                          |                                                                   |
| 調整                     |                          |                                                                   |
| 制作                     | 制作                     | 日米通信社                                                        |
| 解説                     | 解説                     | 筈見有弘                                                          |
| 初回放送                 | 初回放送                 | 1974年10月5日・12日 『土曜映画劇場』                              |

他に俳優としての『赤い薔薇ソースの伝説』の監督で知られるアルフォンソ・アラウがマパッチ将軍の側近役で出演している。

## エピソード
- 『俺たちに明日はない』にスローモーションを駆使したバイオレンス描写で先を越されてしまった悔しさからか、撮影現場で「俺たちで『俺たちに明日はない』を葬り去ってやる！」と何百もの弾着を仕掛けながら言っていたと、衣装係のゴードン・ドーソンは回想している。また『俺たちに明日はない』のラストのバイオレンスシーンも、ペキンパーと同じくアーサー・ペンが尊敬している黒澤の『七人の侍』と『椿三十郎』を手本にしたものである。
- 冒頭の銃撃戦のシークエンスの中に写っている子供たちの一人はペキンパー自身の子供である。
- 当初は『ワイルドバンチ』の主演はペキンパーの飲み友達であったリー・マーヴィンが予定されていた[2]。